# Дом и мир (фильм)
«Дом и мир» (бенг. ঘরে বাইরে, Ghare Baire) — индийский фильм-драма 1984 года режиссёра Сатьяджита Рая. Фильм снят по одноимённому роману Рабиндраната Тагора.

## Сюжет
Действие фильма происходит в начале XX века в Индии в имении богатого землевладельца Никхилеша. Он счастливо живёт со своей женой Бималой. Однажды в его доме появляется его друг и радикальный революционер Сандип. На фоне политических декораций показывается трагическая история любви Бималы и Сандипа.

## В ролях
- Сумитра Чаттерджи — Сандип Мукерджи
- Сватилекха Сенгупта — Бимала Чоудхури
- Виктор Банерджи — Никхилеш Чоудхури
- Манодж Митра — директор школы
- Индрапамит Рой — Амулья
- Бимала Чаттерджи — Кулада
- Дженнифер Кендал — мисс Гилби
- Гопа Айч — невестка Никхилеша

## Производство
Первый вариант сценария «Дома и мира» был написан Раем ещё в 1950-х годах для фильма, который должен был снять друг режиссёра Харисадхан Дасгупта. Однако тот фильм так и не был снят. Спустя годы Рай вернулся к сценарию и переработал его. Сын Рая, Сандип, закончил работу над фильмом после того, как Рай перенёс свой первый сердечный приступ.

## Награды и номинации
- номинация на Золотую пальмовую ветвь Каннского кинофестиваля[5]
- включён в список 5 лучших фильмов на иностранном языке 1985 года, составленный Национальным советом кинокритиков США[6]
- Национальная кинопремия за лучший фильм на бенгальском языке[7]
- Национальная кинопремия за лучшую мужскую роль второго плана — Виктор Банерджи[7]
- Национальная кинопремия за лучший дизайн костюмов — Харудас и Бапулдас[7]

## Рецензии
- Кудрявцев С. В. Дом и мир // 3500: книга кинорецензий. — М.: Печатный Двор, 2008. — Т. 1. А-М. — С. 337. — ISBN 978-5-9901318-1-1.
- Chattopadhyay, Bhaskar. Ghare Baire: A rare Satyajit Ray film which is not just weak, but also a tragic loss of opportunity (англ.). Firstpost (19 ноября 2017).
- Ghatpande, Neha. Ghare-Baire: Bimala’s Transgression Of Boundaries Between The Home And The World (англ.). Feminism In India (9 мая 2017).
- Gupta U. D. Did Sandip, anti-hero in Ghare Baire, have a moral route for his struggle? (англ.). Business Standard (1 ноября 2019). Архивировано 28 апреля 2021 года.
- Kumar, Anu. Books versus movies: In ‘Ghare Baire’, questions on nationalism and the nature of freedom (англ.). Scroll.in (17 июня 2021).
- Linnarz, Rouven. Film Review: Ghare Baire (1984) by Satyajit Ray (англ.). Asian Movie Pulse (11 апреля 2020).
- Mitra, Sumit. Satyajit Ray's Ghare Baire looks like an intended failure to its last reel (англ.) // India Today. — 1984. — 15 July.